# Barbara Mukambu Mbandi
Barbara Mukambu Mbandi eller Barbara Cambo Mbandi, född okänt år, död 1666, var en afrikansk monark, drottning av kungariket Matamba och kungariket Ndongo från 1663 till 1666.

## Biografi
Barbara Mukambu Mbandi var syster till drottning Nzinga av Ndongo och Matamba, som år 1631 enade dessa två riken till ett. Nzinga var barnlös och utsåg sin syster Barbara till sin tronarvinge och gifte bort henne med sin general João Guterres Ngola Kanini. Barbara blev mor till Francisco I Guterres Ngola Kanini och Verónica I Guterres.
Barbara Mukambu Mbandi tillfångatogs av portugiserna och hölls sedan som gisslan och användes som påtryckningsmedel i förhandlingarna mellan portugiserna och Nzinga. Hon frigavs år 1656 i utbyte mot 130 slavar. Nzinga undertecknade i samband med detta ett fredssamtal med Portugal, och lät själv döpa om sig. Efter Nzingas död 1663 efterträddes hon enligt sin önskan av Barbara. Efter Barbaras död 1666 utbröt ett inbördeskrig mellan hennes make och Njinga Mona som varade fram till att hennes son år 1680 slutligen besegrade den senare.